# 6520 Sugawa
A 6520 Sugawa (ideiglenes jelöléssel 1991 HH) a Naprendszer kisbolygóövében található aszteroida.